# Shadowplay
"Shadowplay"  é uma canção da banda inglesa Joy Division. Ela foi lançada no ano de 1979, como sétima faixa do álbum Unknown Pleasures.

## Versão de The Killers
A música foi tocada por diversos outros artistas. O mais recente foi a banda The Killers, tendo feito da música um single promocional para a sua compilação de lados B e raridades, intitulada Sawdust. A faixa ainda esteva presente na trilha sonora do filme Control que conta a história do início da banda inglesa Joy Division com destaque para o seu vocalista Ian Curtis.

## Paradas musicais
Por The Killers
| Paradas (2007)                         | Melhor posição |
| -------------------------------------- | -------------- |
| Estados Unidos (Billboard Hot 100)     | 68             |
| Estados Unidos (Billboard Pop 100)     | 43             |
| Estados Unidos (Billboard Modern Rock) | 19             |
| Canadá (Canadian Hot 100)              | 49             |
| Reino Unido (UK Singles Chart)         | 115            |